# Apanteles mirus
Apanteles mirus är en stekelart som beskrevs av Papp 1977. Apanteles mirus ingår i släktet Apanteles och familjen bracksteklar. Inga underarter finns listade i Catalogue of Life.